# Prince Royce
Prince Royce est un chanteur américain de bachata et de pop latino né le 11 mai 1989 à New York. 
Jusqu'en 2013, il était sous contrat avec Top Stop Music, le label du producteur Sergio George. Il signe ensuite chez Sony Music Latin pour un futur album principalement en espagnol, et chez RCA pour un futur album principalement en anglais.

## Biographie

### Jeunesse et études
Geoffrey Royce Rojas naît le 11 mai 1989  à New York, dans le quartier du Bronx dans une famille d'origine dominicaine. Son père est chauffeur de taxi, sa mère coiffeuse. Il a une petite sœur et deux frères. 

### Carrière
Le 2 mars 2010, Royce donne son nom à son premier album, produit dans un premier temps par Hidalgo et Sergio George, et en coproduction avec l’artiste lui-même. Carlos Quintana, expert en musiques latines et rédacteur pour le site About.com, décrit cet album comme un mélange de Bachata, R&B et de musique pop. Peu de temps après sa sortie, il s’est positionné à la 15e place du classement Billboard Latin Albums. La chanson phare de l’album, Stand by Me, une reprise de Ben E. King, sortie en 1961, a culminé à la première place du classement US Billboard Tropical Songs et à la 8e place du Hot Latin Songs.
Le deuxième tube de l’album, sorti mi-février 2010 intitulé Corazon sin cara, a été classé numéro 1 à deux reprises, au Hot Latin Songs et au Tropical Songs. L’album, quant à lui, a été récompensé par un double disque de platine par la Recording Industry Association of America (RIAA). En décembre 2010, Prince Royce a enregistré un duo avec Sergio George, El campo de Sueños. Cet album a permis à Royce d’être nommé dans la catégorie du meilleur album tropical contemporain au Latin Grammy Awards 2010. Au cours de cette soirée, Prince Royce a interprété Stand by me aux côtés de Ben E.King.
En 2011, au Billboard Latin Music Awards, Royce a également été nommé pour six prix, mais n’a finalement remporté que trois d’entre eux : l’Artiste de l’Année, l’Album Tropical de l’Année, et l’Album Tropical de l’Artiste Solo de l’Année. Grâce à l’aide de Los de la Nazza et Frankie, Royce a collaboré avec l’artiste Daddy Yankee, sur le single intitulé Ven Conmigo, qui sera inclus dans son prochain album Prestige. En mai 2011, Prince Royce a signé un contrat avec la maison de production Atlantic Records pour produire son premier album entièrement en anglais. Enrique Iglesias avait annoncé qu’il serait en tournée, à partir de mi-septembre 2011 avec Royce et Pitbull, comme invité d’honneur. En 2011, il a été considéré comme étant l’un des cinquante plus beaux hommes du monde par le magazine espagnol People. Son prochain album est sorti le 8 octobre 2013, et comprend un duo avec Selena Gomez, Already Missing You.

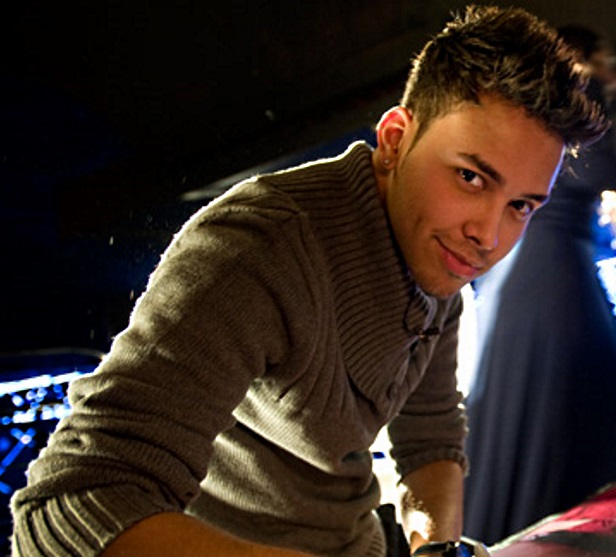
Prince Royce en 2012.

En 2013, au festival Premio Lo Nuestro, il a remporté trois récompenses, dans la catégorie Musique tropicale, dont un qui le sacre Artiste masculin de l’année, un dans la catégorie  Nouvel artiste ou groupe de l’année, et le dernier pour la Chanson de l’année, avec Stand by me. Il a aussi fait un autre tube intitulé Darte un beso, sorti en 2013.
En 2015, il sort le single Back It Up en collaboration avec le rappeur Pitbull et Jennifer Lopez. De plus, il a fait l'avant-spectacle de The Honeymoon Tour, soit le spectacle d'Ariana Grande.
En mai 2025, il sort l'album"Eterno".

### Vie privée
Prince Royce se marie avec l'actrice canadienne Emeraude Toubia le 30 novembre 2018, avec qui il est en couple depuis 2011. Cependant, le couple divorce en 2022. 

## Discographie
- 2010 : Prince Royce (Top Stop Music)

1. Stand By Me, Ben E. King, Jerry Lieber, Mike Stoller — 3:25
2. Corazón sin cara, Geoffrey Rojas — 3:31
3. Tú y yo Hidalgo, Rojas — 4:06
4. Su hombre soy yo, Hidalgo, Rojas — 3:42
5. Recházame, Rojas 3:43
6. El amor que perdimos, Hidalgo, Rojas — 4:05
7. Mi última carta, Rojas — 4:04
8. Crazy Hidalgo, Rojas — 2:31
9. Rock the Pants, Dwayne Bastiany, Rojas, Eritza Laues — 3:39
10. Stand by Me (remix dance), King, Lieber, Stoller — 4:09

- 2012 : Phase II (Top Stop Music)

1. Prelude (feat. La Bruja) — 1:25
2. Incondicional — 3:27
3. Las cosas pequeñas — 3:35
4. Addicted — 3:55
5. Eres tú — 3:12
6. Memorias — 3:33
7. Hecha para mí — 3:37
8. Close to You — 4:16
9. Dulce — 4:04
10. Mi habitación — 4:11
11. It’s My Time — 3:55
12. Te me vas — 3:18
13. Dulce (version acoustique) — 3:47

- 2013 : Soy El Mismo (Sony)

1. Soy el Mismo — 3:43
2. Te robaré — 3:39
3. Darte un beso — 3:26
4. You Are Fire — 3:27
5. Me encanta — 4:54
6. Tu príncipe — 4:09
7. Already Missing You (feat. Selena Gomez) — 3:41
8. Invisible — 4:04
9. Kiss Kiss — 3:44
10. Nada — 4:02
11. Te regalo el mar — 4:03
12. Primera vez — 3:21 (édition de luxe)
13. Solita — 4:11 (édition de luxe)
14. You Are the One — 4:31 (édition de luxe)
15. Para llegar a ti (édition de luxe)
16. Perdóname (édition de luxe)

- 2015 : Double Vision

1. Stuck on a Feeling (feat. Snoop Dogg) — 3:30
2. Handcuffs — 3:41
3. Back It Up (feat. Jennifer Lopez et Pitbull) — 3:20
4. Lucky One — 3:57
5. Double Vision (feat. Tyga) — 3:35
6. Lie to Me — 2:46
7. Dangerous (feat. Kid Ink) — 3:50
8. Extraordinary — 3:24
9. Seal It With a Kiss — 3:36
10. There for You — 3:44
11. Paris on a Sunny Day — 5:07
12. Chemical — 3:34

- 2017 : FIVE

1. No te olvides 		3:51
2. Culpa al corazón 	3:42
3. Dilema 		4:10
4. La carretera 		3:58
5. Ganas locas (feat. Farruko) 3:20
6. Deja vu 	(Prince Royce & Shakira 	3:16
7. Asalto 		3:09
8. Just As I Am (Spiff TV feat. Prince Royce & Chris Brown) 		3:44
9. Amor prohibido 		4:09
10. Moneda (feat. Gerardo Ortíz) 		3:06
11. X (feat. Zendaya) 		3:52
12. Tumbao (feat. Gente de Zona & Arturo Sandoval) 		3:40
13. Te necesito 		4:07
14. Cuchi cuchi 		3:56
15. Aquel idiota 		3:47
16. Libérame 		3:27
17. Mírame 		3:45
18. No creo en el amor 	4:24

- 2020 : Alter EgoCD 1 : Génesis (bachata sauf piste 12 : salsa)

1. Carita de Inocente
2. Si Supieras
3. Señorita Por Favor
4. Dec. 21
5. Es Muy Tarde
6. Lotería
7. Me Robaste la Vida
8. Contra la Pared
9. Morir Solo
10. Pull Up - Prince Royce feat. DaniLeigh
11. Adicto - Prince Royce feat. Marc Anthony
12. Adicto (version salsa)

CD 2 : Enigma (Urban : reggaeton, trap, etc.)
1. Cita
2. Besos Mojados
3. Una Aventura - Prince Royce feat. Wisin & Yandel
4. Yo Te Soñé
5. Luna Negra
6. Fill Me In
7. Trampa - Prince Royce feat. Zion & Lennox
8. Really Real
9. Cúrame - Prince Royce feat. Manuel Turizo
10. El Clavo
11. El Clavo - Prince Royce feat. Maluma

- 2024 : Llamada Perdida

1. La Corriente
2. No Te Vayas
3. Sufro (Ft. Ala Jaza)
4. Te Espero (Ft. María Becerra)
5. Llamada Perdida
6. Champaña
7. Boogie Chata (Ft. A Boogie Wit da Hoodie)
8. Borrador
9. Los Lambones
10. Anestesiada (Ft. Daniel Santacruz)
11. Cosas De La Peda (Ft. Sad Boyz $hit y Gabito Ballesteros)
12. Si Ya No Volverás
13. Morfina (Ft. Paloma Mami)
14. Como Salimos De Este Lio (Ft. Lenny Tavarez)
15. La Vida Te Hace Fuerte
16. Si Te Preguntan (Ft. Nicky Jam y Jay Wheeler)
17. Matar El Sentimiento
18. Frio En El Infierno
19. Un Papel
20. Me EnRD
21. Otra Vez
22. Le Doy 20 Mil (Ft. El Alfa)
23. Lao’ a Lao’

- 2025 : Eterno

1. Dancing in the Moonlight (King Harvest)
2. How Deep Is Your Love (Bee Gees)
3. Stuck on You (Lionel Richie)
4. Right Here Waiting (Richard Marx)
5. Can't Help Falling in Love (Elvis Presley)
6. All Out of Love (Air Supply)
7. If Only For One Night (Luther Vandross)
8. Yesterday (The Beatles)
9. I Want It That Way (Backstreet Boys)
10. My Girl (The Temptations)
11. Killing Me Softly (Roberta Flack)
12. I Just Called to Say I Love You (Stevie Wonder)
13. Go Your Own Way (Fleetwood Mac)

Ses deux premiers albums se sont classés no 1 des charts US Latin Tropical.

### Singles
- Stand by Me (mai 2010), no 1 des charts US Latin Tropical
- Corazón sin cara (mars 2011), no 1 des charts US Latin Tropical
- El amor que perdimos (mars 2011)
- Mi última carta (juin 2011)
- Addicted (septembre 2011)
- Las cosas pequeñas (2012), no 1 des charts US Hot Latin Songs
- Incondicional (2012)
- Darte un beso (2013) (inédit, inclus plus tard sur l'album Soy El Mismo)
- Back It Up (2015) featuring Pitbull & Jennifer Lopez
- Culpa al corazón (2016)
- Morir solo (2019)
- Trampa (2019) Featuring Zion & Lennox
- Cita (2020)
- Una Aventura Featuring Wisin & Yandel (2020)
- Luna Negra (2020)
- Besos Mojados (2020)
- Carita de Inocente (Remix) featuring Myke Towers (2020)
- Lotería (2020)
- Fill Me In (2020)
- Una Aventura featuring Wisin & Yandel (2020)
- Lao' a Lao (2021)
- Te Espero featuring Maria Becerra (2022)
- How Deep Is Your Love (2025) (reprise des Bee Gees), extrait en avant-première de l'album Eterno.
- I Want It That Way (2025)

### Autres chansons
- Triste realidad
- Prince Royce featuring Prophex - La ventanita (merengue)
- Prince Royce featuring Nashira - Nothing for Christmas (18 décembre 2012)
- Prince Royce featuring Nasri (en) - Even When U Cry (30 décembre 2012)
- Prince Royce featuring Snoop Dogg - Stuck on a feeling (24 novembre 2014)
- Prince Royce featuring Michel Teló - "Te dar um beijo" (27 mai 2014)
- My Angel (2015) - Bande originale de Fast & Furious 7

### Participations
- El campo de sueños, avec Sergio George : chanson composée par Leonte Landino (Venezuela), arrangée par Guianko Gómez, générique de la saison 2010 de l'émission Domingo de Grandes Ligas de ESPN.
- Ven conmigo avec Daddy Yankee (2011), no 3 des charts US Latin Tropical (merengue)
- El verdadero amor perdona avec Maná (2011)
- Sabes avec Luis Enrique (2011) (salsa)
- Te perdiste mi amor avec Thalía  (2012)
- No One Compares avec Jessica Sanchez (2013) (sur l'album Me, You & the Music)
- Already Missing You avec Selena Gomez (2013)
- Dangerous Ground avec Sean Paul (2013)
- Qué cosas tiene el amor avec Antony Santos (2015)
- Back it Up avec Pitbull et Jennifer Lopez (2015)
- Tu libertad avec Wisin (2015)
- Solo yo avec Sofia Reyes (2016)
- Hands, chanson collective
- Gris avec India Martinez (2016)
- 100 años avec Ha*Ash (2017)
- Sensualidad (Bad Bunny X Prince Royce X J Balvin) (2017)
- Quiero Saber (Pitbull x Prince Royce x Ludacris) (2019)
- Tell Me Again (Pitbull x Prince Royce x Ludacris) (2019)
- Ayer Me Llamó Mi Ex Remix (avec Natti Natasha, Khea, Lenny Santos) (2020)
- Antes Que Salga El Sol, (avec Natti Natasha) (2021)
- Doctor, (avec Mau y Ricky, Piso 21) (2021)
- After Party, (avec Farruko et Alex Sensation (2022)
- Le Doy 20 Mil, El Alfa x Prince Royce (2023)
- Calumnia, Carlos Rivera, Prince Royce (2024)
- El Reemplazo, DJ Adoni, Prince Royce, Darell (2024)

## Artiste qui a repris Prince Royce
- Ramani - Corazon Sin Cara (salsa romantica) (2011)

## Récompenses
- 2010 : Latin Grammy Awards : Meilleur album de musique tropicale contemporaine
- 2011 : Premio Lo Nuestro
  - Album de musique tropicale de l'année
  - Artiste de musique tropicale masculin de l'année
  - Artiste de musique tropicale traditionnelle de l'année
  - Révélation de musique tropicale de l'année
  - Stand by Me : chanson de musique tropicale de l'année